# الاحتجاجات البلغارية 2020-2021
الاحتجاجات البلغارية 2020-2021 هي سلسلة من المظاهرات المتواصلة التي تجري في بلغاريا، وخاصة في العاصمة صوفيا، وكذلك في المدن التي تضم جالية بلغارية كبيرة، مثل بروكسل، وباريس، ومدريد، وبرشلونة، وبرلين، ولندن. تأتي حركة الاحتجاج تتويجًا لمظالم طال أمدها ضد الفساد المستشري والسيطرة على الدولة من قبل السلطة منذ عام 2009، ولا سيما المرتبطة بحكومات رئيس الوزراء بويكو بوريسوف.
اندلعت المظاهرات العفوية في 9 يوليو 2020 نتيجة مداهمة الشرطة والمدعين العامين لرئاسة بلغاريا، الأمر الذي اعتبر هجومًا على الرئيس رومين راديف، المنتقد الصريح لحكم بوريسوف.
رفض بوريسوف الاستقالة مصرًا على أن «المافيا تريد الإطاحة به»، وأنهم لم يقدموا «بدائل» لحكمه. أطلق وزراؤه ونوابه وحلفاؤه في البرلمان على المتظاهرين اسم «الحثالة» و«القردة» و«القطيع» الذي يجب «إعادته إلى مكانه».

## الخلفية

### الفساد
يتولى رئيس الوزراء البلغاري بويكو بوريسوف وحزبه الشعبوي مواطنون من أجل التنمية الأوروبية في بلغاريا السلطة منذ عام 2009، مع انقطاع لمدة عام واحد في عام 2013، عندما فقدت حكومته السلطة في أعقاب احتجاجات مماثلة. شهدت وزارات بوريسوف استمرار الفساد في كل فروع الحكومة؛ ووصف تقييم أجرته وزارة خارجية الولايات المتحدة في عام 2017 وجود عدالة انتقائية وعدم استقلال القضاء. وذكر التقرير أن المسؤولين الحكوميين البلغاريين متورطون بالرشوة، ومخالفات متعلقة بالمشتريات، والاختلاس، ويتمتعون بالحصانة.  تصنف بلغاريا باستمرار على أنها العضو الأكثر فسادًا في الاتحاد الأوروبي في مؤشر مدركات الفساد، وبحسب التصنيف الأخير عام 2019 فقد احتلت المرتبة 74 عالميًا. ونتيجة للفساد وحكم الأوليغاركية، انهار الاستثمار الأجنبي المباشر من 28% من الناتج المحلي الإجمالي في عام 2008 إلى 2% من الناتج المحلي الإجمالي الذي يعتمد في الأساس على الحوالات المالية في عام 2018.
وُصف الفساد بأنه «مستشري»، لا سيما في مشاريع البنية التحتية والطاقة الكبيرة، وهُدرت أموال دافعي الضرائب والاتحاد الأوروبي على المشتريات العامة. وجد تقرير صادر عن مركز دراسة الديمقراطية، وهو مؤسسة فكرية بلغارية، أن الشركات المحلية ترى أن 35%على الأقل من عقود المناقصات العامة تنطوي على الفساد. تُمنح العديد من عقود المناقصات العامة إلى حفنة من الشركات الكبيرة وسط مخالفات واسعة النطاق، وانتهاك الإجراءات، والتلاعب بمعايير منحها. علاوة على ذلك، غالبًا ما تكون مشاريع البنية سيئة التنفيذ بقصد استخراج عقود صيانة مستمرة للشركات المعنية. ومن الحالات الشائنة، أدى سوء ترميم الطريق إلى تحطم حافلة بالقرب من سفوج في عام 2018، ما أسفر عن مقتل 20 شخصًا. في عام 2019 وحده، وقعت حكومة بوريسوف صفقات شراء عامة بقيمة 16.4 مليار ليف (9.93 مليار دولار أميركي) لمشاريع البنية التحتية، وهو ما يزيد على ثلاثة أضعاف ميزانية الحكومة لنظام الرعاية الصحية «المنهار» في البلاد.
في الفترة 2018-2020، تورط بوريسوف ووزرائه أيضًا في سلسلة من فضائح الفساد: استخدِمت بيوت الضيافة التي بُنيت بتمويل من الاتحاد الأوروبي كفيلات خاصة للمسؤولين الحكوميين؛ وحوِلت ملايين الإعانات الزراعية إلى الماشية لكن على الورق فقط؛ وتورط بوريسوف نفسه في مخطط محتمل لغسيل الأموال حققت فيه الشرطة في كاتالونيا.
استكمل هذا بانخفاض حاد في حرية وسائل الإعلام. تراجعت بلغاريا من المرتبة 59 إلى المرتبة 111 على مستوى العالم في مؤشر حرية الصحافة بين عامي 2008 و2019، وهي أدنى درجة لأي دولة عضو في الاتحاد الأوروبي أو مرشحة له؛ أفادت منظمة مراسلون بلا حدود عن تفاقم مضايقات الصحفيين واستمرار سيطرة الحكومة على وسائل الإعلام من خلال الوسائل المالية، بما في ذلك تمويل الاتحاد الأوروبي. وأعربت المنظمة عن قلقها بوجه خاص إزاء مرشح حكومة بوريسوف لمنصب المدعي العام، إيفان غيشيف، الذي أدلى بتصريحات لاذعة حول وسائل الإعلام التي «لم تكن تروق له». عارض غيشيف أيضًا مفهوم الفصل بين السلطات ووصفه بأنه «فكرة يمينية متطرفة». قال السفير الأمريكي السابق في بلغاريا، جيمس بارديو، في عام 2019: «بيئة سياسية مع القليل من المساءلة الحكومية أو الجنائية وعدم وجود معارضة جادة لتحدي الحكومة الحالية، إنها بلغاريا». أطلق بارديو على ديليان بيفسكي لقب «زعيم وسائل الإعلام» لاحتكاره فعلي لوسائل الإعلام الخاصة في بلغاريا، إذ يسيطر على ما يصل إلى 80% من السوق المحلية.

### حرب مؤسساتية

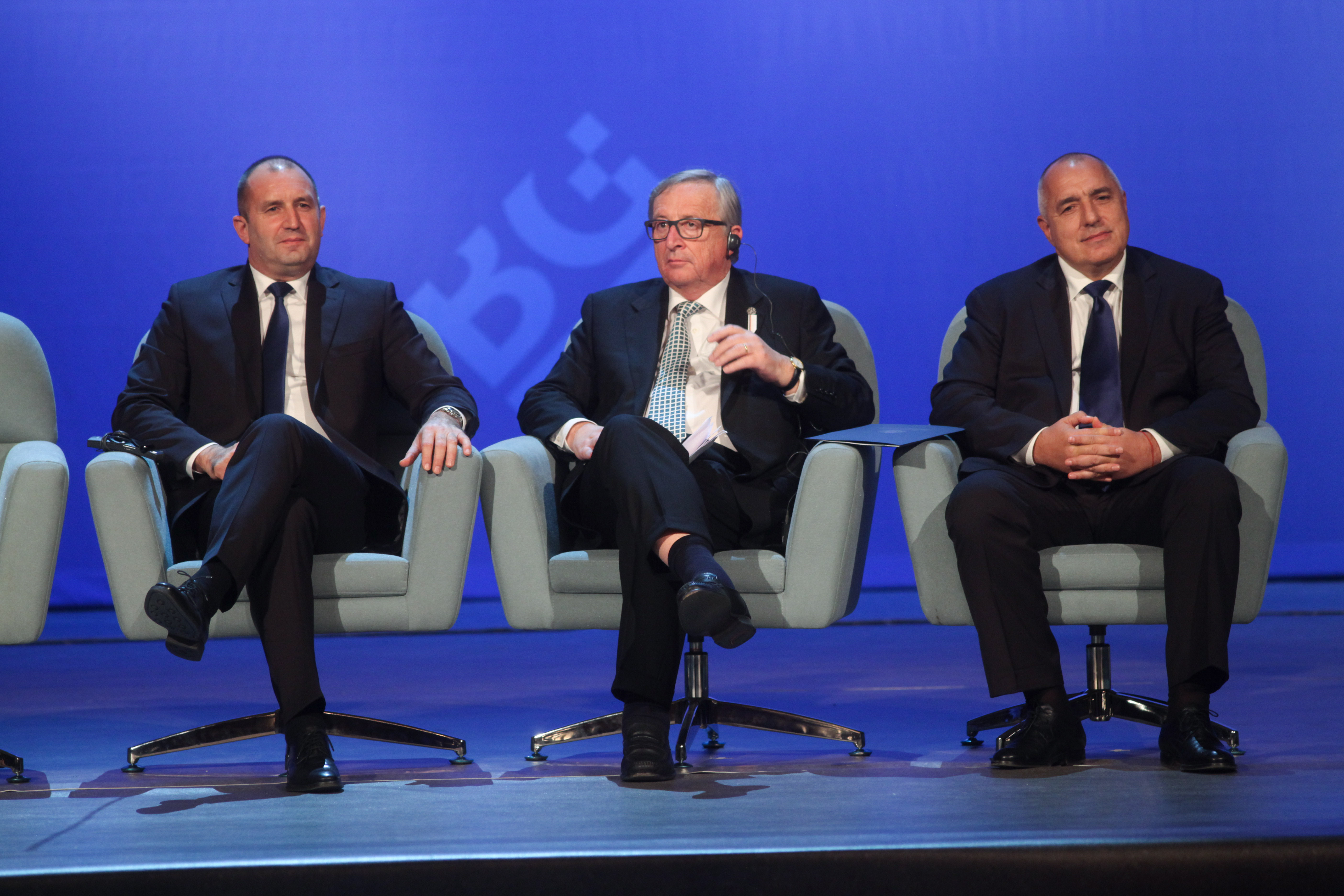
الرئيس رومين راديف (على اليسار) ورئيس الوزراء بويكو بوريسوف (على اليمين). كثيرًا ما يصطدم الزعيمان البلغاريان علنا.

بعد هزيمة مرشح حزب مواطنون من أجل التنمية الأوروبية في الانتخابات الرئاسية البلغارية لعام 2016، انتخِب الجنرال في سلاح الجو البلغاري رومين راديف لمنصب رئيس بلغاريا. كان راديف مدعومًا من الحزب الاشتراكي البلغاري -أكبر حزب معارض في بلغاريا على الرغم من كونه مستقلًا. كثيرًا ما انتقد راديف رئيس الوزراء بسبب ما زعم أنه فساد، وسوء إدارة، واستبداد متأصل في حكم بوريسوف. ونتيجة لذلك، عارض راديف كثيرًا المقترحات التشريعية التي اقترحها حزب مواطنون من أجل التنمية الأوروبية وعارض حكومة بوريسوف جهارًا. بدوره اتهم بوريسوف راديف بتخريب عمل الحكومة وتقسيم الأمة وتقويض استقلاليته لصالح المعارضة. يُحمل الدستور البرلماني البلغاري رئيس الوزراء المسؤولية أمام الجمعية الوطنية بدلًا من الرئيس ويسمح للبرلمان بتجاوز حق النقض الرئاسي بالأغلبية البسيطة. على هذا النحو، تمكن بوريسوف من الحفاظ على السلطة في البلاد على الرغم من اعتراضات الرئيس وانتقاداته، إذ افتقر الأخير إلى أي آلية قانونية لإقالة أو إعاقة الحكومة جديًا.
تصاعد هذا الصراع بين المؤسسات بشكل كبير في أواخر عام 2019، فحاول الرئيس منع تعيين إيفان غيشيف في منصب المدعي العام. استشهد راديف بترشيح غيشيف من قبل مجلس القضاء الأعلى، وبهذا الإجراء كان غيشيف المرشح الوحيد. غير أن المجلس القضائي الأعلى أجبر الرئيس دستوريًا على قبول غيشيف مدعيًا عامًا، وهو ما فعله راديف على مضض بعد أن أشار إلى أن المزيد من الرفض يمكن أن يشكل انتهاكًا للدستور. زعم المدعي العام المعين حديثًا أن الرئيس متورط في أنشطة إجرامية بعد ما صرح بتنصتهم عليه. رفض راديف، الذي كان في هذه المرحلة ينتقد بوريسوف بسبب استجابة الحكومة لجائحة كورونا في البلاد، بشدة هذه المزاعم واتهم رئيس الوزراء بأنه أمر جهاز الأمن الوطني بالتجسس عليه بشكل غير قانوني وتلفيق الأدلة.

## سبب الاحتجاجات

### الصور والتسجيلات الصوتية المزعومة لرئيس الوزراء
قبل وقت قصير من بدء الاحتجاجات، ظهرت صور زُعِم أنها لرئيس الوزراء بوريسوف مستلقيًا نصف عارٍ على سرير، بجانب منضدة عليها مسدس وأكوام من الأوراق النقدية من فئة 500 يورو. أكد بوريسوف أن الغرفة التي التقطت فيها الصور هي غرفته، لكنه نفى وجود السلاح والمال، مشيرًا إلى إمكانية التلاعب بالصور. واتهم بوريسوف الرئيس راديف بإطلاق طائرة دون طيار داخل مقر إقامته من أجل التقاط الصورة. اتهم أيضًا أمينة المظالم السابقة مايا مانولوفا، والنجم التلفزيوني سلافي تريفونوف، ونائبه السابق تسفيتان تسفيتانوف (الذي كان قد تركه للتو وأدان الحزب الحاكم) بالتورط في مؤامرة لالتقاط صور له أثناء نومه، في عملية كومبرومات بأسلوب كي جي بي. أدان راديف التسريبات ووصفها بالانتهاك «المجنون» لخصوصية رئيس الوزراء. وأضاف أنه يملك طائرة دون طيار، ولكن الاتهام بأنه قادها شخصيًا إلى مقر إقامة رئيس الوزراء لالتقاط الصور كان جزءًا من «الخيال وجنون الارتياب لدى بوريسوف».
في ذلك الوقت، سُربت التسجيلات الصوتية المثيرة للجدل على الإنترنت. يشبه الصوت في التسجيلات بشدة صوت رئيس الوزراء بوريسوف، وهو يهين زميلته عضو مجلس الشعب ورئيسة الجمعية الوطنية تسفيتا كارايانشيفا والزعماء الأوروبيين. في 24 يوليو صرحت النائبة الاشتراكية إيلينا يونشيفا أن الخبراء الأمريكيين أثبتوا صحة التسجيل. وصرح رئيس البرلمان الأوروبي ديفيد ساسولي أن يونشيفا تعهدت بتقديم النتائج إلى الشرطة البلجيكية.